# Paul de Man
Paul de Man (Anversa, 6 dicembre 1919 – New Haven, 21 dicembre 1983) è stato un giornalista, filosofo e critico letterario belga naturalizzato statunitense, nipote del controverso uomo politico Hendrik de Man.

## Biografia
Paul de Man visse in Belgio la prima parte della propria vita, laureandosi nel 1942 a Brussels. Nel 1948 si trasferì per motivi economici negli Stati Uniti, dove, dopo il PhD ad Harvard intraprese la carriera di professore universitario, alla Cornell (1960-66), alla Johns Hopkins (1967-70) e alla Yale (1970-83), divenendo uno dei maggiori esponenti della cosiddetta Scuola di Yale (Yale Critics), un gruppo di teorici della letteratura fortemente influenzati dalle idee di Jacques Derrida e del decostruzionismo.
Il suo programma teorico è estremamente frammentario. La frammentarietà non è però dovuta a una mancanza di coerenza ma a un ben preciso riferimento teorico al Romanticismo tedesco. Sempre riallacciandosi alla definizione di critica del romanticismo di Iena, De Man tende a ridurre la distanza tra letteratura, filosofia e critica, andando piuttosto ad indagare il gesto stesso della scrittura, il suo tracciarsi e autotracciarsi in un più ampio gesto autobiografico. La letteratura è, in fondo, per Paul De Man sempre autobiografica. In questa direzione, estremamente importante e significativa è l'influenza che l'opera di Jacques Derrida avrà sul suo pensiero, così come, in seconda battuta, l'opera di de Man influenzerà quella di Derrida, contribuendo alla diffusione e all'affermazione del decostruzionismo negli Stati Uniti.
Le sue sottili analisi di testi letterari e filosofici (Marcel Proust, Rilke, Jean-Jacques Rousseau, Friedrich Nietzsche, Maurice Blanchot, Walter Benjamin, Michail Bachtin ecc.), che si concentrano sulla tensione che esiste nei testi scritti fra grammatica e retorica e la conseguente impossibilità della lettura, sono scritte in un linguaggio spesso criptico ed ellittico e hanno suscitato reazioni diverse. Nel corso degli anni 1980 la sua influenza sugli studi letterari statunitensi è andato sempre più aumentando, estendendosi anche in alcuni settori della critica europea.
Nel 1988, cinque anni dopo la sua morte, Paul de Man fu al centro di un acceso dibattito, scaturito dal ritrovamento dei suoi articoli giovanili di critica letteraria, pubblicati tra il 1940 e il 1942 su "Le Soir" e su "Het Vlaamsche Land", quotidiani collaborazionisti (quando il Belgio era occupato dai nazisti). A detta di alcuni, alla lettura attenta dei testi, al di là delle effettive responsabilità, emerge comunque la non compromissione di Paul de Man con la politica e l'ideologia del nazismo (soprattutto per quanto riguarda l'antisemitismo), facendo rilevare che dei quasi quattrocento articoli giovanili, due soli hanno un tono antiebraico. Tuttavia, in questi l'antisemitismo è innegabile. Uno dei più espliciti, è l'articolo "Gli ebrei nella letteratura contemporanea" (1941) in cui De Man osservava che " la nostra civilizzazione... mantenendosi, a dispetto della interferenza semitica in tutti gli aspetti della vita europea, un carattere e una originalità intatta... ha mostrato che il suo carattere fondamentale è sano". Concludeva proponendo "la creazione di una colonia ebrea isolata dall'Europa" come "soluzione della questione ebraica" che non avrebbe "conseguenze deplorevoli" per "la vita letteraria dell'occidente" in quanto "perderebbe , in tutto, poche personalità di valore mediocre....". Le voci più critiche osservano come De Man non abbia mai ammesso le sue responsabilità, almeno in pubblico, e spesso abbia mentito sul suo passato.

### Opere di Paul de Man
- Blindness and Insight: Essays in the Rhetoric of Contemporary Criticism, Oxforf University Press, New York, 1971; edizione accresciuta, University of Minnesota Press, Minneapolis, 1983; trad. it. di E. Saccone, Cecità e visione. Linguaggio letterario e critica contemporanea, Liguori, Napoli, 1975.
- Allegories of Reading: Figural Language in Rousseau, Nietzsche, Rilke, and Proust, Yale University Press, New Haven, 1979; trad. it. di E. Saccone, Allegorie della lettura, Einaudi, Torino, 1997.
- The Rhetoric of Romanticism, Columbia University Press, New York, 1984.
- The Resistance to Theory, University of Minnesota Press, Minneapolis, 1986.
- Critical Writings, 1953-1978, a cura di Lindsay Waters, University of Minnesota Press, Minneapolis, 1988.
- Wartime Journalism, 1939-1943, a cura di Werner Hamacher, Neil Hertz e Tom Keenan, University of Nebraska Press, Lincoln-London, 1988.
- Romanticism and Contemporary Criticism, The Gauss Seminar and Other Papers, a cura di E.S. Burt, Kevin Newmark e Andrzej Warminski, The Johns Hopkins University Press, Baltimore-London, 1992.
- Aesthetic Ideology, a cura di Andrzej Warminski, University of Minnesota Press, Minneapolis, 1997.